# 思想家
思想家，是指對各層面的學術都有廣泛研究或其思想足以建立出一個思想體系的人（如, 中国：老子、孔子、孟子、荀子、王充、王守仁、李贽、朱熹、顾炎武、龚自珍、魏源、康有为、鲁迅、顾准等。其它國家：釋迦牟尼佛、伐達摩那、柏拉圖、亞里士多德、康德、叔本華、黑格爾、馬克思、恩格斯、托马斯.阿奎那、哥白尼、法兰西斯.培根、牛顿、伏尔泰、达尔文等。他們的研究範圍非常之廣，包括宗教也就是宗教學、哲學、政治學、数学，心理學、教育學、社會學、經濟學、歷史學、地理學、人類學、法學也就是法律學等；某些思想家甚至還會牽涉到軍事也就是軍事學、護理學、醫學、電子學、科學、物理學、化學、生物學、地球科學、地質學、宇宙學、天文學等。

## 参阅
- 思想家列表
- 哲学
- 哲学家列表
- 理论家
- 教育家
- 神學家
- 易学家